# 萊安·滕尼克利夫
萊安·滕尼克利夫（英語：Ryan Tunnicliffe；1992年12月30日—）是一位英格蘭足球運動員。在場上的位置是中場。現效力於澳大利亞職業足球聯賽球隊阿德萊德聯。他出身自曼聯的青訓營。他也代表英格蘭各級國家青年足球隊參賽。

## 外部連結
- 足球数据库：萊安·滕尼克利夫的球员统计数据
- Profile at ManUtd.com
- Fulham F.C. profile